# Stanisław Nehring
Stanisław Nehring (także: Nehryng; ur. 10 września 1888 w Chełmży, zm. 21 stycznia 1934 tamże) – polski działacz państwowy i socjalistyczny, samorządowiec, poseł na Sejm II kadencji (1928–1930). 

## Życiorys
Syn Kazimierza i Anieli z domu Malankowskiej. W młodości pracował jako robotnik, następnie urzędnik w Prusach Zachodnich. Po odzyskaniu przez Polskę niepodległości angażował się w działalność w ruchu socjalistycznym, będąc od 1925 członkiem Rady Naczelnej PPS oraz OKR w Grudziądzu (od 1927). 
W 1922 uzyskał mandat radnego Rady Miejskiej w Chełmży, był wybierany na kolejne kadencje, sprawując mandat do śmierci. Zaangażowany w ruch zawodowy II RP, pełnił obowiązki sekretarza Związku Zawodowego Robotników Rolnych, był także przewodniczącym zarządu Rady Klasowych Związków Zawodowych w Toruniu, a w 1928 również delegatem na Konferencję Samorządową PPS. 
W wyborach parlamentarnych w 1928 został wybrany z listy nr 2 (PPS) w okręgu wyborczym nr 31 (Toruń). Kandydował do Sejmu również z listy państwowej. 
W wyborach parlamentarnych w 1930 bezskutecznie ubiegał się o reelekcję z ramienia listy nr 7 (Centrolew), z listy państwowej. Był aresztowany 15 września 1930 pod zarzutem rozpowszechniania uchwał kongresu Centrolewu. Wyrokiem Sądu Okręgowego w Toruniu z 20 stycznia 1931 skazany na 10 miesięcy więzienia z zaliczeniem aresztu, po rozprawie warunkowo zwolniony. 
Zmarł w 1934, został pochowany na cmentarzu miejskim w Chełmży. 